# Pulcheria catomelas
Pulcheria catomelas är en fjärilsart som beskrevs av Alphéraky 1887. Pulcheria catomelas ingår i släktet Pulcheria, och familjen nattflyn. Inga underarter finns listade i Catalogue of Life.